# George Basil Popov
George Basil Popov (transliteración del ruso Джордж Василий Попов; 1922 - 22 de diciembre de 1998) fue un botánico, explorador, entomólogo ruso.

## Biografía
Nacido en Irán, su padre fue empleado allí por el Banco Imperial de Persia. Popov fue una autoridad sobre la langosta del desierto Schistocerca gregaria.

## Algunas publicaciones
- "Atlas of Desert Locust Breeding Habitats" FAO 1997

- "A Revision of the Grasshopper Genus Orthochtha and Allies" con L.D.C. Fishpool 1992

- "The Oothecae of Locusts of the Sahel" 1990

- "Étude écologique des biotopes du criquet pélerin Schistocera gregaria (Forskål, 1775) en Afrique nord-occidentale: mise en évidence et description des unités territoriales écologiquement homogènes". Collection Les Acridiens, ISSN 1161-1952 / CIRAD. Con Jean-François Duranton, Jérôme Gigault. Ed. CIRAD/PRIFAS, 743 p. ISBN 2876140470, ISBN 9782876140479 1990

- "Les larves des criquets du Sahel". Ed. Overseas Development Natural Resources Institute, 158 p. ISBN 0859542653, ISBN 9780859542654 1989

- "Nymphs of the Sahelian grasshoppers: An illustrated guide" 1989

- "Acridoidea of eastern Arabia" Journal of Oman Studies Special Report, 2, 113-148 1980

- "A Revision of the Genus Poekilocerus Audinet-Serville 1831" con D.K.McE. Kevan 1979

- "Environmental and behavioral processes in a Desert Locust outbreak" Nature 219: 446-450 con J. Roffey, J. 1968

- "Ecological Studies on Oviposition by Swarms of the Desert Locust, Schistocerca Gregaria Forskål, in Eastern Africa". Anti-Locust Bull. 31 1958

- "The Vegetation of Socotra" J. Linn. Soc. 55:362, 706–720, noviembre 1957

- "The saltatorial Orthoptera of Socotra" Zool. J. Linn. Soc. 43:359, 370 con Uvarov 1957

- La abreviatura «G.B.Popov» se emplea para indicar a George Basil Popov como autoridad en la descripción y clasificación científica de los vegetales.[1]